# Phacelia geraniifolia
Phacelia geraniifolia är en strävbladig växtart som beskrevs av August Brand. Phacelia geraniifolia ingår i Faceliasläktet som ingår i familjen strävbladiga växter. Inga underarter finns listade i Catalogue of Life.